# Aedes (branchevereniging)

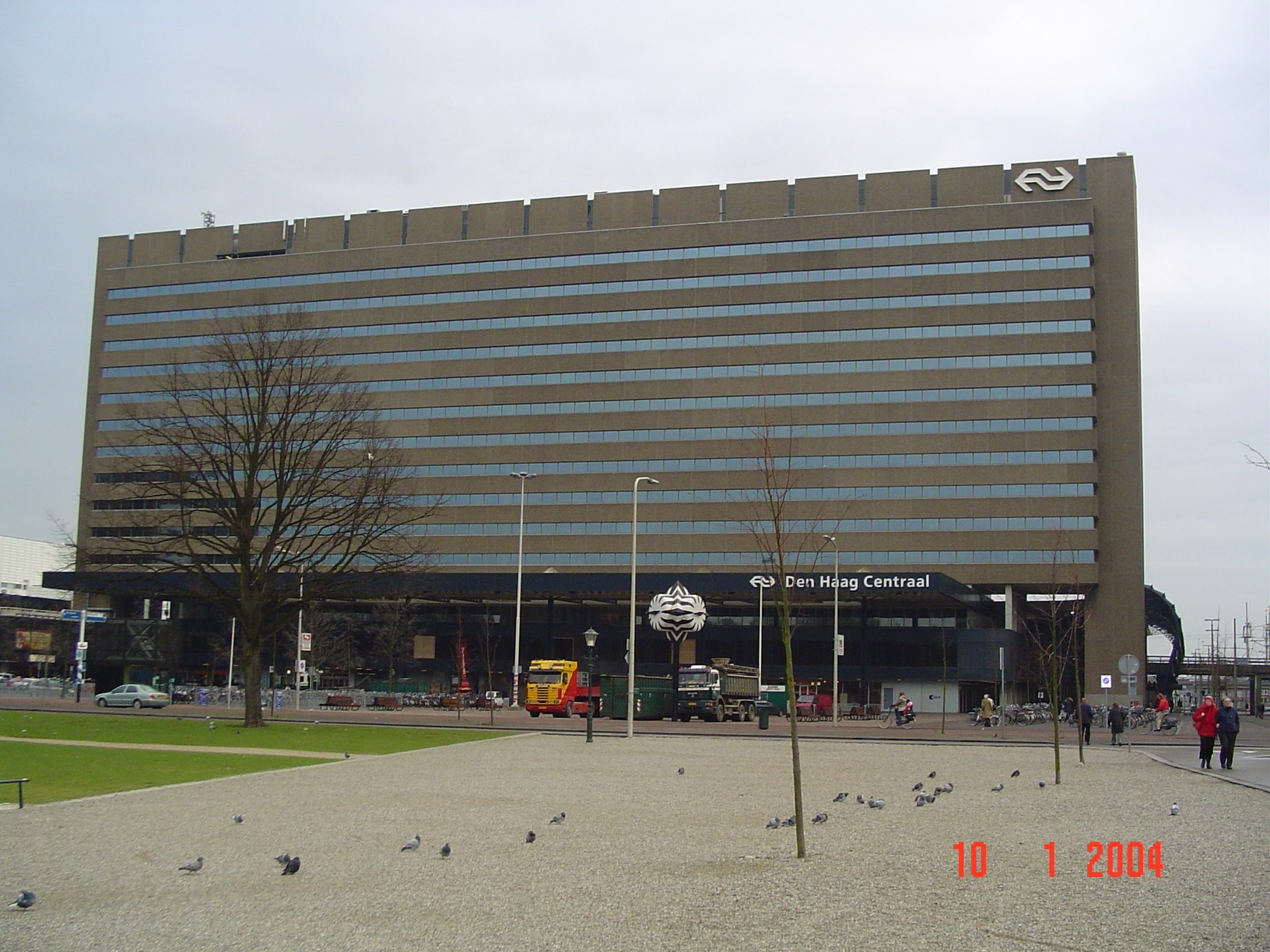
Het kantoor van Aedes bevindt zich op de achtste verdieping boven station Den Haag Centraal

Aedes is sinds 1998 de landelijke branchevereniging van woningcorporaties in Nederland. De vereniging is gevestigd in Den Haag, en heeft voor lobby-activiteiten op Europees niveau ook een kantoor in Brussel (Aedes is een Latijns woord en betekent 'huis met veel kamers'). Liesbeth Spies is sinds februari 2025 de voorzitter, en volgde daarmee Martin van Rijn op die sinds september 2020 de voorzitter was.
In 2023 telde Aedes 266 leden. Dat is circa 91% van alle woningcorporaties die samen ruim 2,4 miljoen sociale huurwoningen bezitten. Door fusies en overnames neemt het aantal zelfstandige leden af.
Aedes zelf bezit geen sociale huurwoningen of ander maatschappelijk vastgoed, maar houdt zich voornamelijk bezig met de belangenbehartiging van de leden, voorlichting over en onderzoek naar sociale woningbouw en volkshuisvesting. Deze werkzaamheden zijn wettelijk vastgelegd in het Besluit beheer sociale-huursector. Aedes is tevens werkgeversvereniging voor 28.000 werknemers van de woningcorporaties.
De branchevereniging is in 1998 ontstaan na een fusie tussen de Nationale Woningraad (NWR) en het Nederlands Christelijk Instituut voor Volkshuisvesting (NCIV). Om de leden een leidraad te bieden bij corporate governance, heeft Aedes in 2009 de AedesCode opgesteld. Het onafhankelijk waarderen van corporatievastgoed is ondergebracht in de Stichting Corporatie Vastgoedindex Aedex. De index geeft een benchmark van de corporatiewoning.
Aedes heeft ter voorbereiding op de Parlementaire enquête naar de Woningcorporaties de recente geschiedenis van de corporatiesector laten analyseren. Uit het rapport 'De Balans Verstoord' van februari 2013 komt als belangrijkste conclusie, dat het huidige systeem van zelfstandige woningcorporaties mislukt zou zijn. Het rapport bevat ook een opsomming van het twintigtal incidenten dat sinds de jaren negentig bekend is geworden ten gevolge van mismanagement van projecten, financieel mismanagement en fraude en zelfverrijking.
In maart 2014 publiceerde Aedes ook de notitie De balans hersteld: verbeteren van de legitimering van woningcorporaties, waarin het Aedes-bestuur een analyse maakt van het legitimeringsvraagstuk van woningcorporaties en voorstellen doet voor de versterking van die legitimering.